# Protiara haeckeli
Protiara haeckeli is een hydroïdpoliep uit de familie Protiaridae. De poliep komt uit het geslacht Protiara. Protiara haeckeli werd in 1902 voor het eerst wetenschappelijk beschreven door Hargitt. 